# Heterocithara tribulationis
Heterocithara tribulationis é uma espécie de gastrópode do gênero Heterocithara, pertencente a família Mangeliidae.